# Municipio de Gordon (Minnesota)
El municipio de Gordon (en inglés: Gordon Township) es un municipio ubicado en el condado de Todd en el estado estadounidense de Minnesota. En el año 2010 tenía una población de 659 habitantes y una densidad poblacional de 7,29 personas por km².

## Geografía
El municipio de Gordon se encuentra ubicado en las coordenadas 45°53′0″N 95°4′6″O / 45.88333, -95.06833. Según la Oficina del Censo de los Estados Unidos, el municipio tiene una superficie total de 90.44 km², de la cual 72,21 km² corresponden a tierra firme y (20,15 %) 18,22 km² es agua.

## Demografía
Según el censo de 2010, había 659 personas residiendo en el municipio de Gordon. La densidad de población era de 7,29 hab./km². De los 659 habitantes, el municipio de Gordon estaba compuesto por el 98,18 % blancos, el 0,15 % eran afroamericanos, el 0,3 % eran asiáticos, el 0,3 % eran de otras razas y el 1,06 % eran de una mezcla de razas. Del total de la población el 0,76 % eran hispanos o latinos de cualquier raza.